# Болотин, Георгий Семёнович
Гео́ргий Семёнович Боло́тин (1930, Комсомольск-на-Амуре — ?) — советский футболист, защитник.

## Карьера
В конце 1940-х — начале 1950-х годов Болотин выступал за клуб «Динамо» из Комсомольска-на-Амуре. В 1949 он сыграл один матч за московское «Динамо»: 25 сентября против ереванских одноклубников.